# Olympische Sommerspiele 2016/Teilnehmer (Kambodscha)
| Gelbes Symbol für Goldmedaillen mit stilisierten Olympischen Ringen | Graues Symbol für Silbermedaillen mit stilisierten Olympischen Ringen | Braundes Symbol für Bronzemedaillen mit stilisierten Olympischen Ringen |
| ------------------------------------------------------------------- | --------------------------------------------------------------------- | ----------------------------------------------------------------------- |
| —                                                                   | —                                                                     | —                                                                       |

Kambodscha nahm an den Olympischen Spielen 2016 in Rio de Janeiro teil. Es war die insgesamt neunte Teilnahme an den Olympischen Sommerspielen. Das National Olympic Committee of Cambodia nominierte sechs Athleten in vier Sportarten.

## Teilnehmer nach Sportarten

### Leichtathletik
Laufen und Gehen 
| Athleten     | Wettbewerb | Runde 1 | Runde 1 | Halbfinale | Halbfinale | Finale    | Finale | Rang |
| Athleten     | Wettbewerb | Zeit    | Rang    | Zeit       | Rang       | Zeit      | Rang   | Rang |
| ------------ | ---------- | ------- | ------- | ---------- | ---------- | --------- | ------ | ---- |
| Frauen       |            |         |         |            |            |           |        |      |
| Nary Ly      | Marathon   | –       | –       | –          | –          | 3:20:20 h | 133    | 133  |
| Männer       |            |         |         |            |            |           |        |      |
| Neko Hiroshi | Marathon   | –       | –       | –          | –          | 2:45:55 h | 139    | 139  |

### Ringen
| Athleten        | Wettbewerb       | 1. Runde          | 1. Runde | Achtelfinale  | Achtelfinale  | Viertelfinale | Viertelfinale | Halbfinale    | Halbfinale    | Hoffnungsrunde Viertelfinale | Hoffnungsrunde Viertelfinale | Hoffnungsrunde Halbfinale | Hoffnungsrunde Halbfinale | Hoffnungsrunde Finale | Hoffnungsrunde Finale | Finale        | Finale        | Rang          |
| Athleten        | Wettbewerb       | Gegner            | Ergebnis | Gegner        | Ergebnis      | Gegner        | Ergebnis      | Gegner        | Ergebnis      | Gegner                       | Ergebnis                     | Gegner                    | Ergebnis                  | Gegner                | Ergebnis              | Gegner        | Ergebnis      | Rang          |
| --------------- | ---------------- | ----------------- | -------- | ------------- | ------------- | ------------- | ------------- | ------------- | ------------- | ---------------------------- | ---------------------------- | ------------------------- | ------------------------- | --------------------- | --------------------- | ------------- | ------------- | ------------- |
| Freistil Frauen |                  |                   |          |               |               |               |               |               |               |                              |                              |                           |                           |                       |                       |               |               |               |
| Chov Sotheara   | Klasse bis 48 kg | Carolina Castillo | 0:4      | ausgeschieden | ausgeschieden | ausgeschieden | ausgeschieden | ausgeschieden | ausgeschieden | ausgeschieden                | ausgeschieden                | ausgeschieden             | ausgeschieden             | ausgeschieden         | ausgeschieden         | ausgeschieden | ausgeschieden | ausgeschieden |

### Schwimmen
| Athleten       | Wettbewerb     | Vorlauf | Vorlauf | Halbfinale    | Halbfinale    | Finale        | Finale        | Rang |
| Athleten       | Wettbewerb     | Zeit    | Rang    | Zeit          | Rang          | Zeit          | Rang          | Rang |
| -------------- | -------------- | ------- | ------- | ------------- | ------------- | ------------- | ------------- | ---- |
| Frauen         |                |         |         |               |               |               |               |      |
| Hemthon Vitiny | 50 m Freistil  | 29,37 s | 66      | ausgeschieden | ausgeschieden | ausgeschieden | ausgeschieden | 66   |
| Männer         |                |         |         |               |               |               |               |      |
| Pou Sovijja    | 100 m Freistil | 54,55 s | 57      | ausgeschieden | ausgeschieden | ausgeschieden | ausgeschieden | 57   |

### Taekwondo
| Athleten     | Wettbewerb        | Achtelfinale   | Achtelfinale | Viertelfinale | Viertelfinale | Hoffnungsrunde Halbfinale | Hoffnungsrunde Halbfinale | Halbfinale    | Halbfinale    | Hoffnungsrunde Finale | Hoffnungsrunde Finale | Finale        | Finale        | Rang          |
| Athleten     | Wettbewerb        | Gegner         | Ergebnis     | Gegner        | Ergebnis      | Gegner                    | Ergebnis                  | Gegner        | Ergebnis      | Gegner                | Ergebnis              | Gegner        | Ergebnis      | Rang          |
| ------------ | ----------------- | -------------- | ------------ | ------------- | ------------- | ------------------------- | ------------------------- | ------------- | ------------- | --------------------- | --------------------- | ------------- | ------------- | ------------- |
| Frauen       |                   |                |              |               |               |                           |                           |               |               |                       |                       |               |               |               |
| Sorn Seavmey | Klasse über 67 kg | Reshmie Oogink | 1:7          | ausgeschieden | ausgeschieden | ausgeschieden             | ausgeschieden             | ausgeschieden | ausgeschieden | ausgeschieden         | ausgeschieden         | ausgeschieden | ausgeschieden | ausgeschieden |